# Lumbrineriopsis gardineri
Lumbrineriopsis gardineri är en ringmaskart som beskrevs av Michiya Miura 1981. Lumbrineriopsis gardineri ingår i släktet Lumbrineriopsis och familjen Lumbrineridae. Inga underarter finns listade i Catalogue of Life.